# Gerhard von Lohenschiold
Gerhard von Lohenschiold (o. 1675 – o. 1760), var krigskommissær, materialforvalter, salineejer, godsejer og etatsråd.
Gerhard Loheman blev 1703 krigskommissær. 1710 den 4. august efterfulgte han broderen Johan Heinrich Loheman (adledes 1720 til von Lohendahl) som proviants-, ammunitions- og materialforvalter i fæstningen Frederiksort, ved Kiel, stadfæstet 1731. Familien boede i eller ved Kiel. 1716 den 20. juli udnævnt til kammerråd. Gerhard Loheman fik 1726 den 30. marts adelspatent med navnet von Lohenschiold. Blev 1732 justitsråd. 1734 bor familien i Oldesloe. Justitsråd Gerhard von Lohenschiold nævnes ca. 1735 på Brunsholm. 1738 bor familien i Slesvig. Blev 1749 etatsråd. Boede 1751 i Slesvig, da han forgæves ansøgte om at blive stadspræsident sammesteds. Strededes 1757 med de von Stöcken'ske arvinger om de af ham af Frederiksort tilkommende penge. Gerhard von Lohenschiold døde senest 1760, hans enke blev da på begæring til sit og børns underhold tildelt 300 rdl. årlig af proviantsforvaltertjenesten i Frederiksort. Der havde åbenbart ikke været noget videre at arve efter ham. Måske det også kneb i 1751, da han forsøgte at blive stadspræsident.
Justitsråd von Lohenschiold og kammerråd Frahm Bergenhusen blev 1728 meddelt en kgl. oktroj på Oldesloer Saline. Saline betyder, at saltholdigt vand hentes op fra en brønd og indkoges til salt. Det menes, at von Lohenschiold bekostede mere end 24.000 rigsdaler i salinen. I marts 1735 måtte de pga. mangel på penge afstå salinen til kreditorerne. Omkring samme tid kom de to i strid med hinanden.
Gerhard von Lohenschiold købte 1728-29 af Cecilie von Wickede, der første gang var gift med Otto Reventlow (død 1700), godserne Brunsholm og Frauenhof i Angel for 19.400 rigsdaler. 1739 solgte han til Michael Drøhse, der havde været i tjeneste hos ham. (Drøhse havde velsagtens været bestyrer eller forvalter for Gerhard von Lohenschiold på de to godser).

## Børn
Gerhard von Lohenschiold var gift 2 gange (mindst). Med en hustru fik han:
Christian von Lohenschiold, født 1714. Han blev gift 1762, de fik ingen børn. Døde 2. november 1777 som generalmajor i Frederikshald, dødsboet solgtes på auktion, i 1779 blev arvelodderne udbetalt .
Med en anden hustru fik han:
Otto Christian von Lohenschiold (de), født 20. august 1720 i Kiel. Blev student i Slesvig, 1739 immatrikuleret ved universitetet i Jena, 1746 immatrikuleret ved universitetet i Straßburg. Blev 1750 professor i historie ved Tübingen Universitet. Blev gift 1751, de fik ingen børn. Døde 4. september 1761.
Gerhard von Lohenschiold, født 1721. Blev 1740 sekondløjtnant i Dronningens Livregiment, 1745 premierløjtnant, 1762 kar. kaptajn og supernumeraire i Garnisonsregimentet i Glückstadt, hvor han døde 1763, begravedes 20. juni.
Johanna Sophia von Lohenschiold, født 1728. Jomfru Johanna Sophia von Lohenschiold af København fik 16. april 1779 kgl. tilladelse til at være sin egen værge, under tilsyn af instrumentmager Peter Appelberg i København som kurator. Johanna Sophia von Lohenschiold gav 17. april 1779 kvittering på at have modtaget arven efter broderen generalmajor Christian von Lohenschiold. Underskrev sig 28. maj 1779 i København som Johana Sophia von Lohenschioldt, medunderskriver var Petter Appelberg. Hun gjorde 1779 testamente til fordel for hofinstrumentmager Peter Appelberg's og hustru Ida Marie Elisabeth, født von Gebler, deres datter Henrietta Friderica Sophia Lotz. Johana Sophia døde 4. september 1798 i Altona. Med hende uddøde adelsslægten von Lohenschiold.
Frederik Ludvig von Lohenschiold, født 17. februar 1734 i Oldesloe. Blev 1740 landkadet, 1756 stykjunker på fæstningen Akershus, 1758 kar. løjtnant i artilleriet, 1759 virkelig løjtnant ved Artillerikorpset, kom 1773 til Garnisonskompagniet i Trondhjem. Døde i august 1778 i Trondhjem. Dødsboet efter løjtnant Friderich Ludewig von Lohenschiold giver 6. maj 1779 i Trondhjem kvittering på at have modtaget arven efter hans halvbroder generalmajor von Lohenschiold.
Louise Benedicta Catharina von Lohenschiold, født 1738 i Slesvig, døbt 8. juli i domkirken. Den 30. juni 1779 gav hun i Rendsborg kvittering på at have fået udbetalt arven, hun underskrev sig: Lovise Benedicte von Lohenschiold. Døde 4. februar 1797 i Rendsborg.